# 4 august
ianuarie • februarie • martie  • aprilie  • mai  • iunie  • iulie  • august  • septembrie  • octombrie  • noiembrie  • decembrie
4 august este a 216-a zi a calendarului gregorian și a 217-a zi în anii bisecți. Mai sunt 149 de zile până la sfârșitul anului.

## Evenimente

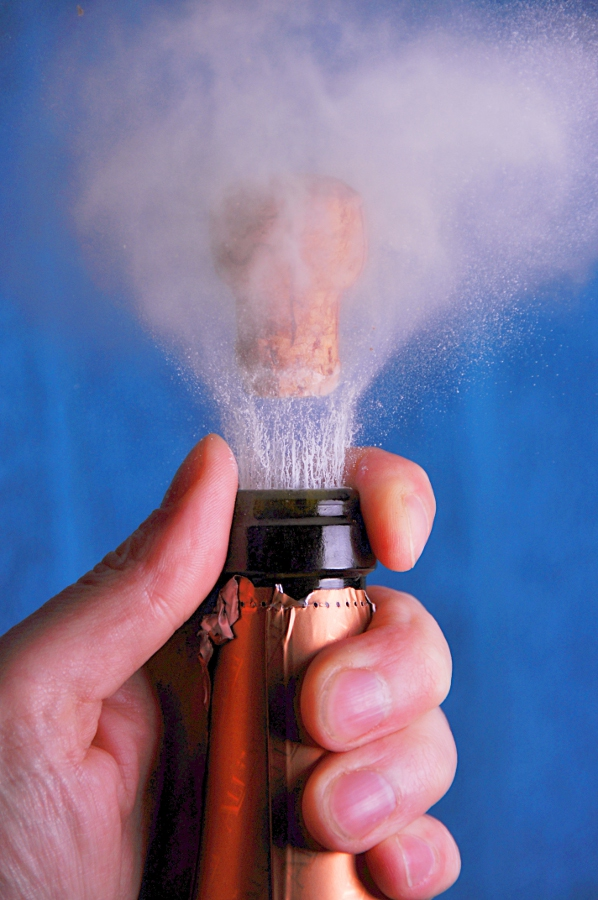
1693: Data atribuită în mod tradițional inventării șampaniei de către Dom Perignon; nu este clar dacă el a inventat de fapt șampania, totuși el a fost creditat ca fiind inovatorul care a dezvoltat tehnicile folosite pentru a perfecționa vinul spumant.

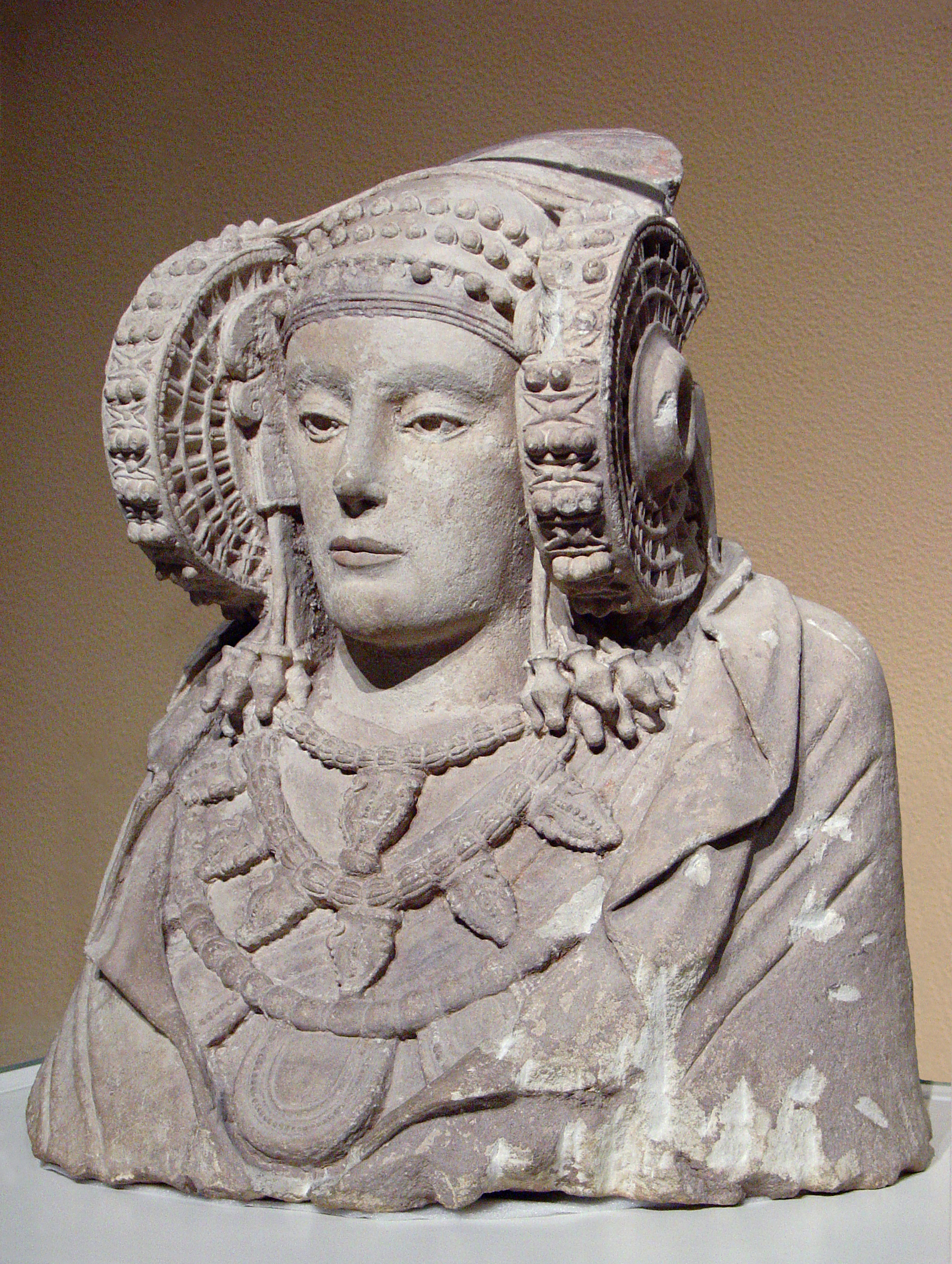
1897: Bustul Doamnei din Elche, o sculptură iberică din jurul secolului al V-lea î.Hr., este găsită întâmplător în Spania.

- 1060: După moartea regelui Henric I, fiul său în vârstă de opt ani, Filip, devine rege al Franței sub numele de Filip I sub tutela mamei sale, Anna de Kiev, și al unchiului său, Balduin al V-lea de Flandra.
- 1532: Ducatul de Bretania se unește cu Regatul Franței.
- 1578: Bătălia de la Al-Kaar al Kabir (Maroc) dintre portughezi și maurii din Fez. În cursul luptei, regele Portugaliei a fost ucis. Profitând de aceasta, Spania va ocupa Portugalia în 1580 (până în 1640), anexând și imperiul colonial al acesteia.
- 1693: Data atribuită în mod tradițional inventării șampaniei de către Dom Perignon; nu este clar dacă el a inventat de fapt șampania, totuși el a fost creditat ca fiind inovatorul care a dezvoltat tehnicile folosite pentru a perfecționa vinul spumant.
- 1701: Este semnată Marea Pace de la Montreal între Noua Franță și 39 de Prime Nașiuni din America de Nord care a pus capăt Războaielor Castorilor.[1]
- 1704: Englezii cuceresc Gibraltarul, în timpul războiului spaniol de succesiune (Tratatul de la Utrecht le recunoaște, în 1713, posesiunea).
- 1782: Wolfgang Amadeus Mozart s-a căsătorit la Viena, la Catedrala Sf. Ștefan, cu Constanze Weber.[2]
- 1783: Muntele Asama erupe în Japonia, omorând aproximativ 1.400 de persoane (erupția Tenmei). Erupția provoacă o foamete, care duce la moartea a încă 20.000 de persoane.
- 1789: În timpul Revoluției Franceze, Adunarea Națională decide să abolească toate privilegiile nobilimii, clerului, orașelor și provinciilor. Regimul feudal și servitutea sunt abolite.
- 1791: Este semnat Tratatul de la Sistova, care pune capăt războaielor dintre Imperiul Otoman și Imperiul Habsburgic.
- 1796: Războaiele Revoluționare Franceze: Napoleon conduce Armata Franceză din Italia spre victorie în Bătălia de la Lonato.
- 1845: Când nava britanică de emigranți Cataraqui a eșuat în largul insulei King Island din Tasmania, a avut loc cel mai mare dezastru maritim din istoria Australiei, 399 de pasageri și membrii ai echipajului au murit. Cei nouă naufragiați care au ajuns la țărm au rămas blocați pe insulă timp de cinci săptămâni, până când au fost salvați.[3][4]
- 1851: Misionarul și exploratorul David Livingstone a ajuns pe cursul superior al Zambezi.
- 1897: Bustul Doamnei din Elche, o sculptură iberică din jurul secolului al V-lea î.Hr., este găsită întâmplător în Spania.
- 1906: Nava comercială italiană Sirio a lovit un recif în largul coastei de est a Spaniei și s-a răsturnat în câteva minute, provocând moartea a cel puțin 150 de emigranți italieni și spanioli care se îndreptau spre Brazilia, Uruguay și Argentina. Naufragiul a căpătat notorietate deoarece căpitanul, Giuseppe Piccone, a abandonat nava cu prima ocazie.[5]
- 1914: Izbucnirea Primului Război Mondial: Germania invadează Belgia; ca răspuns, Marea Britanie declară război Germaniei. Statele Unite își proclamă neutralitatea.
- 1915: Primul Război Mondial: Armata a 12-a germană ocupă Varșovia în timpul Ofensivei Gorlice-Tarnów și al Marii Retrageri din 1915.
- 1919: Armata română a intrat victorioasă în Budapesta. Sfârșitul regimului comunist instaurat de Bela Kun la 21 martie 1919 în Ungaria.
- 1936: Prim-ministrul Greciei, Ioannis Metaxas, suspendă parlamentul și Constituția și instituie Regimul 4 august.
- 1944: Anne Frank și familia sa sunt arestați de național-socialiști după ce un informator olandez trădează ascunzătoarea ei din Amsterdam.
- 1965: Insulele Cook din Pacificul de Sud dobândesc autonomie politică, dar rămân în „liberă asociere” cu Noua Zeelandă. În aceeași zi, în 1979, este introdus un nou drapel.
- 1983: Președintele Jean-Baptiste Ouédraogo este răsturnat în urma unei lovituri de stat organizate de Blaise Compaoré și susținută de Libia. "Che Guevara al Africii subsahariene" Thomas Sankara devine al cincilea președinte al Volta Superioară.
- 1984: La exact un an după ce a venit la putere în Republica Volta Superioară, președintele Thomas Sankara i-a schimbat acesteia numele în Burkina Faso.
- 2005: Începe prima conferință internațională Wikipedia la Frankfurt, Germania.
- 2007: NASA a lansat sonda Phoenix Mars Lander, care ulterior a găsit dovezi ale existenței apei pe planeta Marte.
- 2020: Cel puțin 220 de oameni au murit și alte peste 6.000 au fost răniți în urma exploziilor în portul din Beirut, o parte dintre ei fiind îngropați sub moloz, din cauza nitratului de amoniu depozitat ilegal. Peste 300.000 de oameni au rămas fără locuințe în urma exploziilor. Autoritățile din Liban au declarat trei zile de doliu național.

## Nașteri
- 1290: Leopold I, duce al Austriei (d. 1326)
- 1470: Lucrezia de' Medici, fiică a lui Lorenzo de' Medici (d. 1553)
- 1703: Louis d'Orléans, Duce de Orléans  (d. 1752)
- 1713: Prințesa Elizabeth Albertine de Saxa-Hildburghausen (d. 1761)
- 1792: Percy Bysshe Shelley, poet englez (d. 1822)
- 1805: William Rowan Hamilton, matematician irlandez (d. 1865)
- 1807: Constantin Lecca,  profesor, pictor, tipograf, editor, scriitor și traducător român (d. 1887)
- 1821: Louis Vuitton, antreprenor și designer francez (d. 1892)
- 1822: Vladimir Logothetti, ofițer austro-ungar, comandantul Hergheliei Rădăuți (d. 1892)

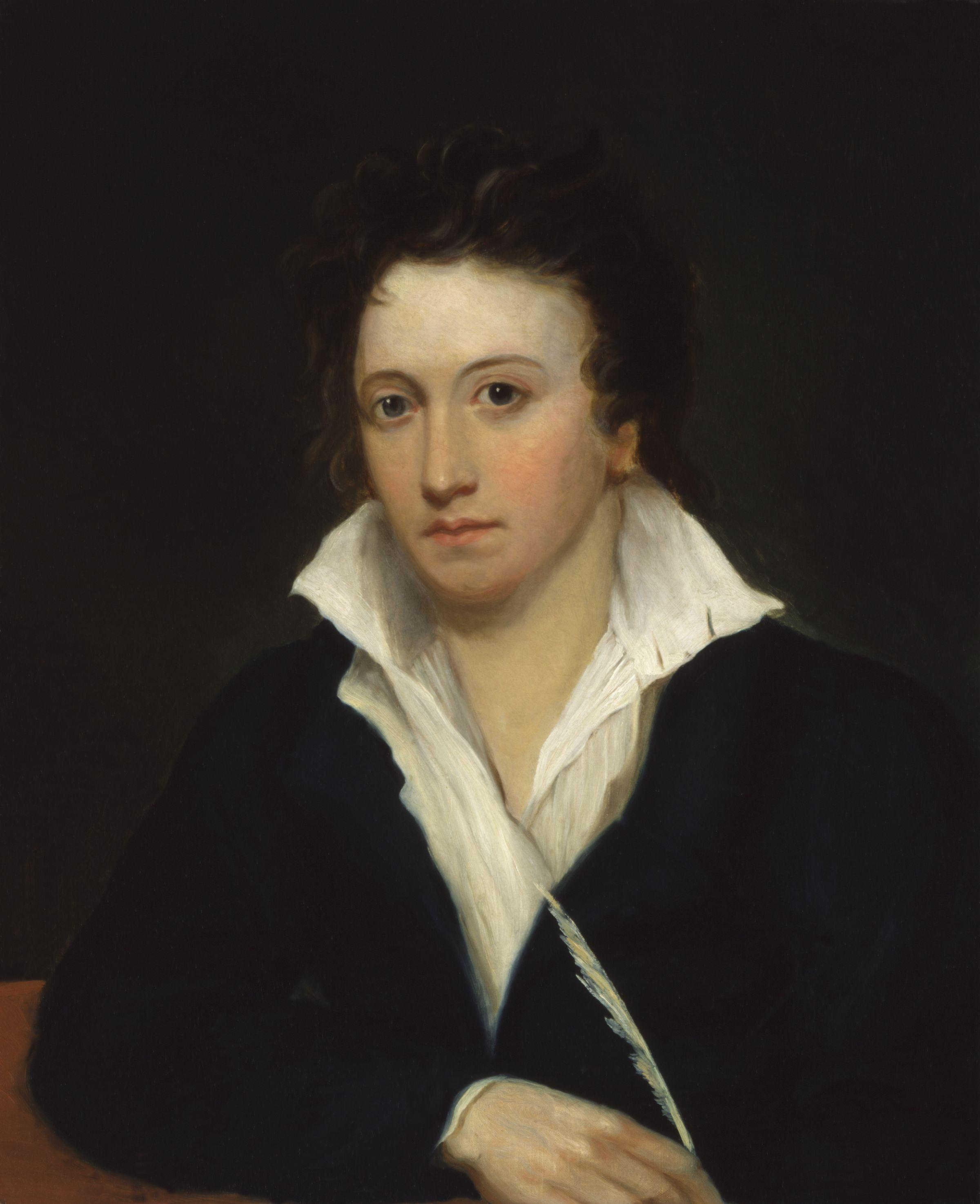
Percy Bysshe Shelley, poet englez
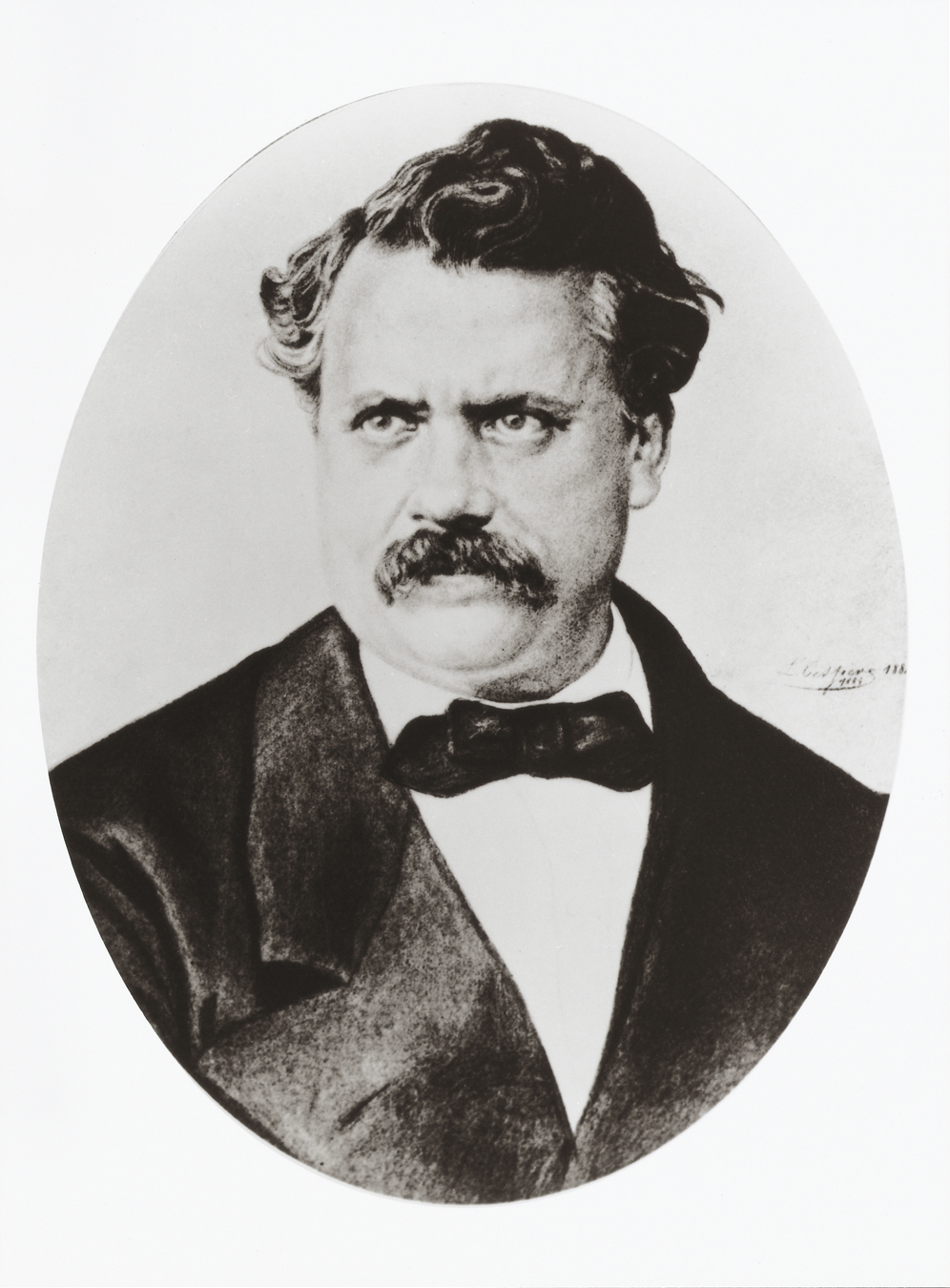
Louis Vuitton, designer francez
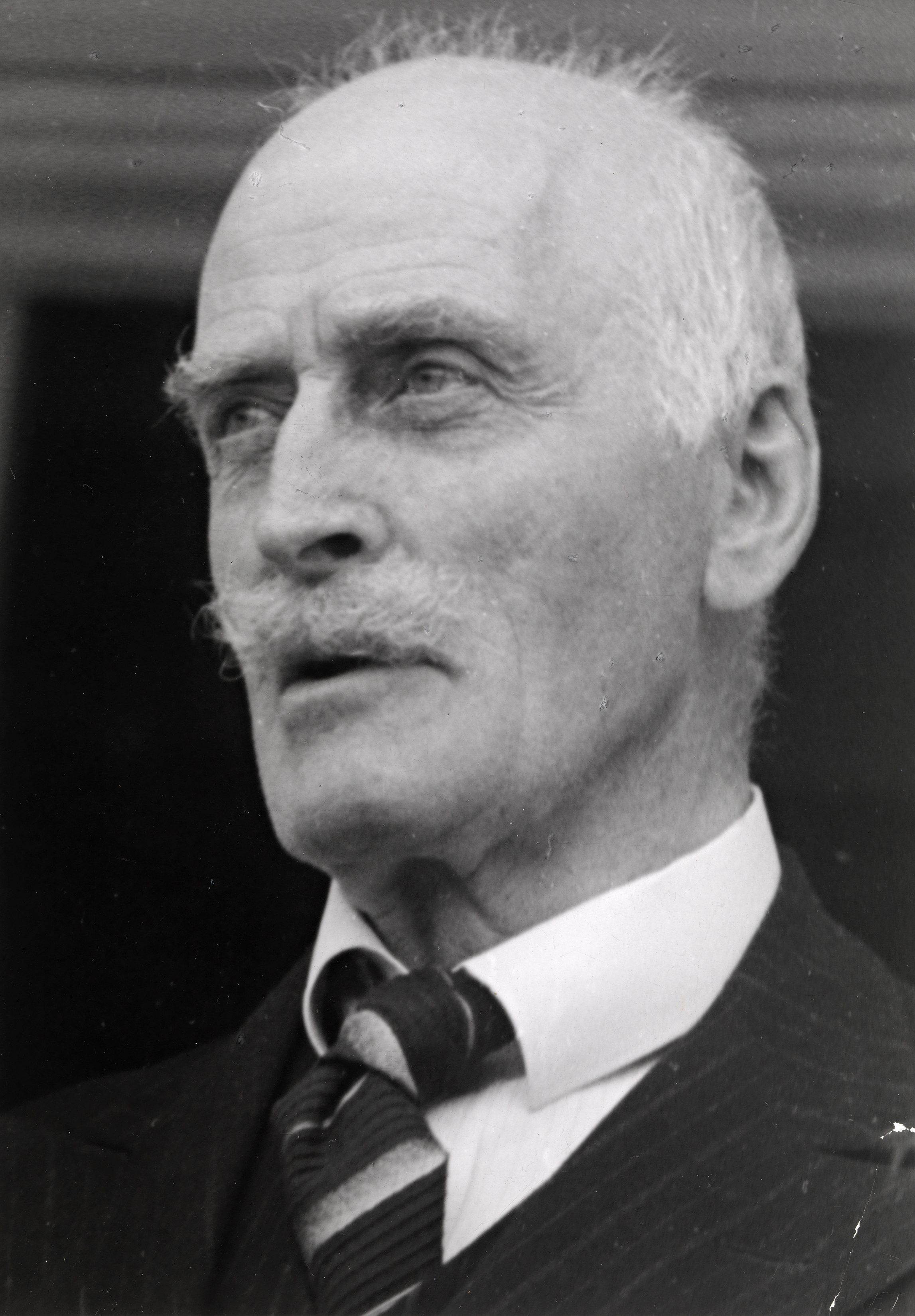
Knut Hamsun, scriitor norvegian, laureat Nobel

- 1825: Prințul Hermann de Saxa-Weimar-Eisenach (d. 1901)
- 1834: John Venn, matematician englez (d. 1923)
- 1847: Arhiducele Ludwig Salvator, Prinț de Toscana (d. 1915)
- 1857: Augustin Bunea, istoric și teolog român, membru al Academiei Române (d. 1909)
- 1859: Knut Hamsun (Knut Pedersen), scriitor norvegian, laureat al Premiului Nobel (d. 1952)
- 1866: Gheorghe Mărdărescu, general român  (d. 1938)
- 1870: Simion Sanielevici, matematician român de etnie evreiască, membru de onoare (1948) al Academiei Române (d. 1963)
- 1884: Béla Balázs, om de litere, ziarist, teoretician maghiar (d. 1949)
- 1888: Adrien Bertrand, scriitor francez, câștigător al Premiului Goncourt în 1914 (d. 1917)
- 1900: Vasile Pavelcu, psiholog român, membru al Academiei Române (d. 1991)
- 1900: Elizabeth Bowes-Lyon, soția regelui George al VI-lea al Regatului Unit și mama reginei Elisabeta a II-a (d. 2002)
- 1901: Louis Armstrong, muzician american (d. 1971)
- 1906: Marie-José a Belgiei, soția regelui Umberto al II-lea al Italiei (d. 2001)
- 1928: Romulus Cristescu, matematician român (d. 2021)
- 1930: Enrico Castellani, pictor italian (d. 2017)
- 1941: Rudi Rosenfeld, actor român (d. 2018)
- 1948: Cezara Dafinescu, actriță română

Barack Obama, al 44-lea președinte al SUA, laureat Nobel
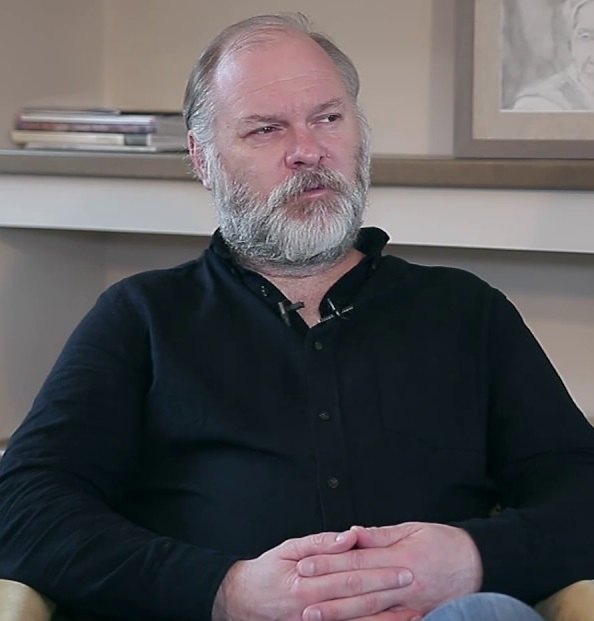
Vlad Ivanov, actor român
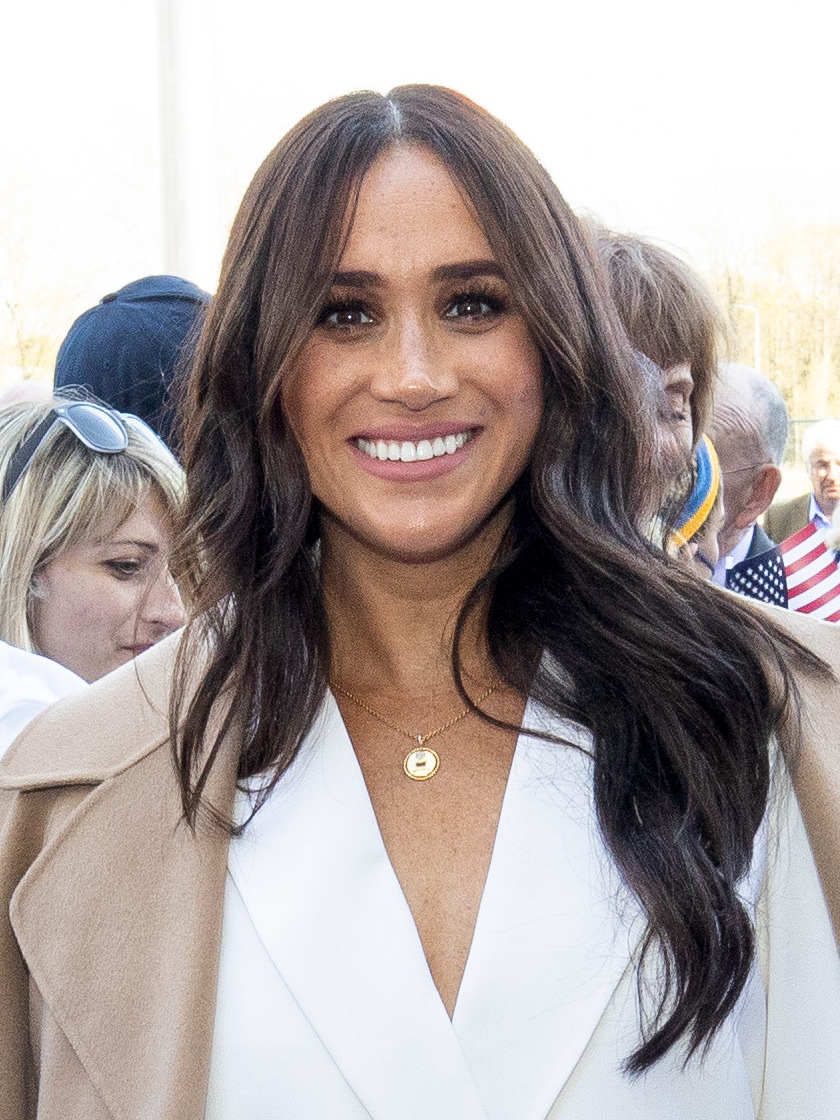
Meghan, Ducesă de Sussex

- 1955: Billy Bob Thornton, actor, scenarist, regizor, producător și muzician american
- 1955: Alberto Gonzales, magistrat american, al 80-lea procuror general al Statelor Unite
- 1956: Luigi Negri, arhitect și politician italian
- 1960: José Luis Rodríguez Zapatero, politician spaniol
- 1961: Barack Obama, politician american, al 44-lea președinte al SUA, laureat Nobel
- 1961: Ion Sapdaru, actor român
- 1969: Vlad Ivanov, actor român
- 1975: Nikos Liberopoulos, fotbalist grec
- 1981: Meghan, Ducesă de Sussex
- 1992: Cole Sprouse, actor american
- 1992: Dylan Sprouse, actor american

## Decese
- 1060: Regele Henric I al Franței (n. 1008)
- 1306: Venceslau al III-lea, rege al Ungariei și Boemiei (n. 1289)
- 1578: Sebastian I al Portugaliei (n. 1554)
- 1598: William Cecil, Baron Burghley, consilier al reginei Elisabeta I a Angliei (d. 1520)
- 1699: Maria Sofia de Neuburg, a doua soție a regelui Petru al II-lea al Portugaliei (n. 1666)
- 1826: Jean-Jacques Paulet, medic, botanist și micolog francez (n. 1740)
- 1874: Ludwig Otto Hesse, matematician german (n. 1811)
- 1875: Hans Christian Andersen, scriitor danez (n. 1805)

Hans Christian Andersen, scriitor danez
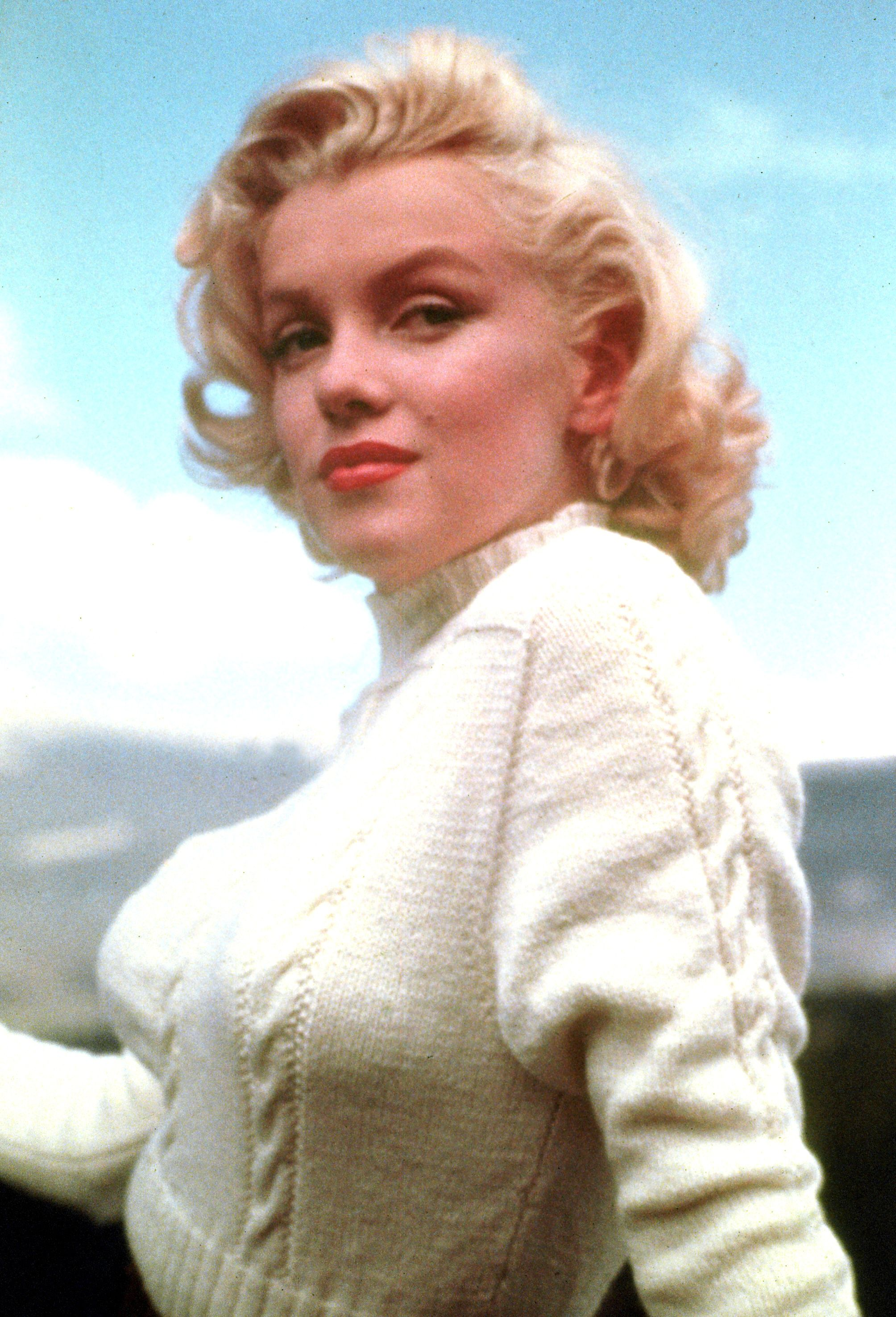
Marilyn Monroe, actriță americană
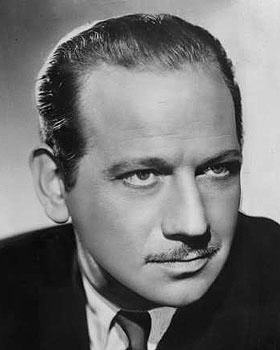
Melvyn Douglas, actor american, laureat Oscar

- 1879: Ștefan Micle, fizician român, profesor universitar (n. 1820)
- 1900: Isaac Levitan, pictor rus (n. 1860)
- 1929: Carl Auer von Welsbach, om de știință, inventator și antreprenor austriac (n. 1858)
- 1953: Francisc Șirato, pictor și grafician român (n. 1877)
- 1957: Washington Luís Pereira de Sousa, politician brazilian (n.1869)
- 1959: Ioan Bălan, episcop român unit, deținut politic (n. 1880)
- 1959: Nicolae Dărăscu, pictor român (n. 1883)
- 1962: Marilyn Monroe, actriță, model și cântăreață americană (n. 1926)
- 1977: Edgar Douglas Adrian,  electrofiziolog britanic, laureat Nobel (n. 1889)
- 1997: Jeanne Calment, cel mai logeviv om din lume, în vârstă de 122 ani și 164 de zile (n. 1877)
- 1981: Melvyn Douglas, actor american, laureat Oscar (n. 1901)
- 2003: Valentina Crețoiu, soprană română (n. 1909)
- 2011: Florica Ungur, cântăreață de muzică populară (n. 1939)
- 2015: Vitalie Belousov, inventator, profesor universitar, doctor inginer român (n. 1930)
- 2024: Tsung-Dao Lee, fizician chinez, laureat Nobel (n. 1926)
- 2024: Emanoil Savin, politician român (n. 1955)

## Sărbători
- Sf. 7 tineri din Efes; Aducerea moaștelor Cuv. Mc. Evdochia (calendar ortodox)
- Sf. Jean Vianney (calendarul romano-catolic)